# تووز
تووز (بالأذرية: Tovuz)‏ هي مدينة، في أذربيجان، تقع في مقاطعة تووز ، وهي عاصمتها، بلغ عدد سكانها 13,700 نسمة وذلك حسب إحصائيات سنة 2012، تبلغ مساحتها 1,903 كيلومتر مربع، رمزها البريدي هو AZ6000.